# Mess-, Steuerungs- und Regelungstechnik
Mess-, Steuerungs- und Regelungstechnik bezeichnet ein technisches und wissenschaftliches Fachgebiet, das an Fachhochschulen und Universitäten gelehrt wird. Das Arbeitsfeld stellt einen Bereich der Automatisierungstechnik dar und ist überwiegend ein Teil der Elektrotechnik.
In diesem Fachgebiet werden die sich oft überschneidenden Gebiete der Messtechnik, der Steuerungstechnik und der Regelungstechnik in ihrer Verbindung betrachtet. Das Fachgebiet wird oft auch als MSR- oder EMSR-Technik für Elektrisches Messen, Steuern und Regeln bezeichnet.

## Messtechnik
Ziel der Messtechnik ist, eine Information über ein reales Mess-Objekt (gemessener Prozess; Messstrecke) zu erhalten. Die Messtechnik befasst sich dazu mit Geräten und Methoden zur Messung von elektrischen und nichtelektrischen Größen wie beispielsweise elektrischer Strom oder Spannung, Länge, Masse, Kraft, Druck, pH-Wert, Temperatur oder Zeit. Die fortlaufend gemessene Größe wird üblicherweise auf ein elektrisches Signal abgebildet und einer weiteren Signalverarbeitung zugeführt, insbesondere zur Messwertauswertung sowie zur Steuerung oder Regelung.

## Steuerungstechnik
Die Aufgabe der Steuerungstechnik besteht darin, bestimmte Abläufe in einem Steuerungs-Objekt (gesteuerter Prozess; Steuerstrecke) zu erzwingen.  Die in der Technik dominierende binäre Steuerungstechnik baut auf binären Messsignalen auf (ggf. erzeugt durch Schwellwertschalter). Im Ergebnis einer logischen Informationsverarbeitung (UND, ODER, NICHT, Speicher, Zähler, Zeitglieder u. a.) der binären Messsignale innerhalb eines Steuerprogramms werden die entsprechenden Stellglieder (sogenannte Aktoren oder Aktuatoren) zur Beeinflussung von Prozessgrößen binär angesteuert.
Für die Steuerungstechnik ist wesentlich, dass zwischen Verknüpfungssteuerungen und Ablaufsteuerungen unterschieden wird.
In Verknüpfungssteuerungen wirken die binären Stellsignale (Ausgänge), deren Werte durch logische Verknüpfung der binären Eingangssignale einer Steuereinrichtung erzeugt werden, auf  binäre Steuergrößen einer nachgeordneten Einrichtung (Steuerstrecke). Einfache Verknüpfungssteuerungen sind z. B. Wechselschaltungen oder Kreuzschaltungen, mit denen nachgeordnete Lampen angesteuert werden. Eine Rückmeldung von der Steuerstrecke zur Steuereinrichtung über eine ausgeführte Schalthandlung existiert bei Verknüpfungssteuerungen nicht. Sie weisen als Struktur ihres Signalflusses (Informationsflusses) also eine offene Kette auf und werden deshalb auch als offene Steuerungen bezeichnet.
Darüber hinaus existieren noch offene Steuerungen, in denen keine Sensorsignale einbezogen werden und die nur einen Zeitplan (Zeitprogramm, z. B. einfache Ampelsteuerungen) oder Wegplan (Wegprogramm) über ihre Ausgänge und die nachgeschalteten Aktoren abarbeiten.
Bei Ablaufsteuerungen wirken die binären Stellsignale im Sinne von Sprungfunktionen über Aktoren (Aktuatoren) auf analoge Steuergrößen der Steuerstrecke, wodurch die Funktionswerte dieser Größen verändert werden. So wird z. B. beim Füllen eines Mischbehälters der Füllstand erhöht. Wenn während dieser Operation ein gewünschter Füllstand erreicht ist, wird dies über ein binäres Messsignal an die Steuereinrichtung rückgemeldet. Daraufhin werden durch logische Verknüpfung in Verbindung mit dem Steuerprogramm neue Stellsignale gebildet, die über andere Aktoren erneut das Steuerungsobjekt beeinflussen. Dabei wird die laufende Operation beendet und es werden weitere Operationen gestartet. Ablaufsteuerungen weisen damit eine geschlossene Kreisstruktur ihres Signalflusses (Informationsflusses) auf und werden deshalb auch als geschlossene Steuerungen bezeichnet. Sie stellen den überwiegenden Anteil aller Steuerungen in den Anwendungen dar.
Anwendung der Steuerungstechnik
Die Speicherprogrammierbare Steuereinrichtung (SPS) – auch kurz Speicherprogrammierbare Steuerung genannt – bildet eine zeitgemäße Basis für vielfältige Anwendungen der Steuerungstechnik. Die SPS ist im Prinzip ein Mikrocontroller (CPU-Baugruppe) mit entsprechenden Speichern für das Steuerungsprogramm und die Steuerungsparameter sowie mit Eingängen für Sensorsignale und Ausgängen für Aktorsignale, ergänzt durch Mensch-Maschine-Schnittstellen zur Bedienung sowie Schnittstellen zur industriellen Kommunikation für die Programmierung und Vernetzung in Anlagen.
Die SPS ist heute die in der Praxis am meisten verwendete Steuerungseinrichtung. Sie wird darüber hinaus auch als Regler eingesetzt, da die Arithmetik-Logik-Einheit (ALU) des internen Mikroprozessors bei der Informationsverarbeitung sowohl die logischen Steuerungsfunktionen als auch die arithmetischen Regelungsfunktionen ausführen kann.
Weiterhin koordiniert die SPS auch häufig unterlagerte Regler zur Stabilisierung von Teilprozessen innerhalb eines Gesamtprozesses, dessen übergeordneter Ablauf von der SPS gesteuert, überwacht und gesichert wird.  Darüber hinaus wird die SPS auch zur Verarbeitung und Auswertung von Messwerten benutzt (Data-Logger), da sie sowohl analoge als auch binäre Eingänge hat.
Die SPS bildet daher zugleich auch die Basis für eine zeitgemäße Mess-, Steuerungs- und Regelungstechnik für die Automation in der Volkswirtschaft. Sie hat sich wegen ihres universellen Charakters zu einem Massenprodukt entwickelt, das weltweit in Millionenstückzahlen hergestellt wird. Sie ermöglicht daher eine Massenanwendung der Automation, verbunden mit deren Breitenanwendung in allen Bereichen der Volkswirtschaft.

## Regelungstechnik
Die Aufgabe der Regelungstechnik besteht darin, in einem Regelungs-Objekt (geregelter Prozess; Regelstrecke) für eine Prozess-Stabilisierung oder Prozess-Führung zu sorgen, die weitgehend unabhängig von Störgrößen ist. Die Regelung ist gekennzeichnet durch eine Rückkopplung der beeinflussten Größe (Regelgröße oder Ist-Wert genannt), sodass stets eine Struktur mit einem geschlossenen Regelkreis vorliegt. Von der beeinflussten Größe wird mittels der Messtechnik ein Ist-Wert ermittelt, mit einem vorgegebenen Referenzwert (Soll-Wert oder Führungsgröße) verglichen und durch den Regler die Stellgröße derart beeinflusst, dass die Abweichung zwischen Ist-Wert und Soll-Wert möglichst gering wird trotz vorhandener Störgrößen.

Anwendung der Regelungstechnik
Nahezu alle Geräte, Einrichtungen und Anlagen im industriellen sowie im privaten Umfeld beinhalten solche MSR-Aspekte, also Komponenten, bei denen es um die Erfassung von Größen, deren Weiterverarbeitung sowie die Beeinflussung von Systemen und deren Verhalten geht. Dabei ist die Regelung grundsätzlich eine Kombination aus einer Messung (Aufnahme eines Mess-Wertes) und der Verarbeitung nach einem Regel-Algorithmus (Ausgabe eines Stell-Wertes) in Abhängigkeit von einer Vorgabe (Soll-Wert oder Führungsgröße) bei gleichzeitigem Vorhandensein von Störgrößen.
Eine Heizungsregelung kann beispielsweise die aktuelle Raumtemperatur erfassen, mit einem vorgegebenen gewünschten Temperatur-Sollwert vergleichen und dann die Heizkörpertemperatur derart verstellen, dass sich die gewünschte Raumtemperatur einregelt, und dies weitgehend unabhängig von Störgrößen wie veränderlichen Außentemperaturen, Wind oder Sonneneinstrahlung.
In der Europäischen Union eingesetzte Maschinen mit Regelungstechnik müssen 
die Rahmenbedingungen der Maschinenrichtlinie erfüllen.